# Vladimir Gusev
Vladimir Nikolaevič Gusev (in russo Владимир Николаевич Гусев?; Gor'kij, 4 luglio 1982) è un ciclista su strada russo. Professionista dal 2003 al 2015, con caratteristiche di cronoman, vinse cinque titoli nazionali a cronometro. Corre attualmente per la Abu Dhabi Cycling Club

## Carriera
Nato a Gor'kij (città che dal 1991 è tornata ad avere il nome di Nižnij Novgorod), nel 2003 vince il campionato nazionale a cronometro e il Grand Prix Tell, gara svizzera per Under-23.
Nel 2004 passa professionista con il Team CSC: il primo anno nella squadra danese è però un po' deludente, mentre nella stagione successiva rivince il campionato russo a cronometro. Nel 2006, passato alla Discovery Channel, ottiene due vittorie in alcune corse minori, facendosi però conoscere soprattutto per la grande prestazione nella Parigi-Roubaix. In quell'occasione si arrende solo nel finale a Fabian Cancellara, vincitore della corsa, ma viene poi squalificato insieme ad altri due corridori per aver superato un passaggio a livello con la sbarra abbassata.
Nel 2007 e nel 2008 vince per la terza e quarta volta il campionato russo a cronometro. All'inizio della stagione 2008 si trasferisce all'Astana, formazione kazako-lussemburghese; prende parte al Giro d'Italia 2008, aiutando come gregario il poi vincitore Alberto Contador.
Dopo essere rimasto fermo per due anni, nel maggio 2010 firma per il Team Katusha, sodalizio russo con licenza UCI ProTour. Rimane nella formazione russa per quattro anni, partecipando anche a Grandi Giri e classiche, ma senza cogliere vittorie; nel 2015 passa quindi (per otto mesi) alla squadra emiratina Skydive Dubai vincendo una frazione al Tour du Maroc. È la sua ultima esperienza nel professionismo.

## Palmarès
- 2000 (Juniores)

Giro della Lunigiana
- 2003 (Juniores)

1ª tappa Giro delle Regioni (Firenze > Cinquale Montignoso)
Campionati russi, Prova a cronometro
3ª tappa Grand Prix Tell (Muotathal > Muotathal)
4ª tappa, 2ª semitappa Grand Prix Tell (Zug > Zug)
Classifica generale Grand Prix Tell
- 2005 (CSC ProTeam, una vittoria)

Campionati russi, Prova a cronometro
- 2006 (Discovery Channel Pro Cycling Team, due vittorie)

Classifica generale Sachsen-Tour International
Prologo Deutschland Tour (Dusseldorf > Dusseldorf)
- 2007 (Discovery Channel Pro Cycling Team, quattro vittorie)

Campionati russi, Prova a cronometro
7ª tappa Tour de Suisse (Ulrichen > Grimselpass)
3ª tappa Giro del Belgio (Herzele > Herzele)
Classifica generale Giro del Belgio
- 2008 (Astana, una vittoria)

Campionati russi, Prova a cronometro
- 2010 (Team Katusha, un vittoria)

Campionati russi, Prova a cronometro
- 2015 (Skydive Dubai Pro Cycling Team - Al Ahli Club, una vittoria)

8ª tappa Tour du Maroc (Tétouan > Tangeri)

### Altri successi
- 2003 (Juniores)

Classifica a punti Grand Prix Tell
- 2006 (Discovery Channel Pro Cycling Team)

Classifica giovani Giro di Germania
- 2007 (Discovery Channel Pro Cycling Team)

Classifica scalatori Tour de Suisse

## Piazzamenti

### Grandi Giri
- Giro d'Italia

2008: 45º
2013: 65º
2014: 60º
- Tour de France

2007: 38º
2011: 23º
2012: ritirato (16ª tappa)
- Vuelta a España

2004: 93º
2006: 23º
2010: 15º
2013: 62º

### Classiche monumento
- Milano-Sanremo

2005: 26º
2006: 31º
2007: 23º
2011: 27º
2012: ritirato
2014: ritirato
- Giro delle Fiandre

2005: 10º
2006: 24º
2007: 5º
2008: ritirato
2011: 43º
2013: 67º
2014: 77º
- Parigi-Roubaix

2004: 20º
2005: 12º
2006: squalificato
2007: 17º
2011: ritirato
2013: 49º
2014: 92º
- Liegi-Bastogne-Liegi

2005: 65º
2006: 37º
2007: 59º
- Giro di Lombardia

2004: 19º
2005: 16º
2006: 15º
2007: 28º
2010: 10º
2012: ritirato
2013: ritirato

### Competizioni mondiali
- Campionati del mondo

Plouay 2000 - Cronometro Juniores: 2º
Plouay 2000 - In linea Juniores: squalificato
Lisbona 2001 - Cronometro Under-23: 10º
Lisbona 2001 - In linea Under-23: 27º
Hamilton 2003 - Cronometro Under-23: 12º
Hamilton 2003 - In linea Under-23: 23º
Verona 2004 - In linea Elite: 69º
Madrid 2005 - In linea Elite: 45º
Salisburgo 2006 - Cronometro Elite: 10º
Salisburgo 2006 - In linea Elite: 10º
Stoccarda 2007 - Cronometro Elite: 6º
Stoccarda 2007 - In linea Elite: ritirato
Varese 2008 - Cronometro Elite: 11º
Varese 2008 - In linea Elite: 56º
Melbourne 2010 - Cronometro Elite: 13º
Melbourne 2010 - In linea Elite: 21º
Copenaghen 2011 - Cronometro Elite: 41º
Valkenburg 2012 - Cronosquadre Elite: 7º
Valkenburg 2012 - Cronometro Elite: 47º
Valkenburg 2012 - In linea Elite: 65º
Toscana 2013 - Cronometro Elite: 18º
Ponferrada 2014 - Cronosquadre Elite: 13º

### Competizioni europee
- Campionati europei

Apremont 2001 - Cronometro Under-23: 11°
Apremont 2001 - In linea Under-23: 16°
Bergamo 2002 - In linea Under-23: 37°
Atene 2003 - Cronometro Under-23: 3°
Atene 2003 - In linea Under-23: 15°